# Matrimonio ebraico

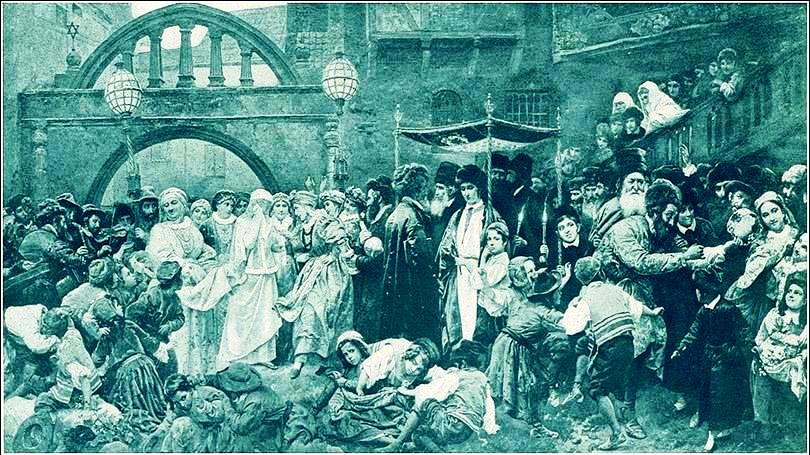
Matrimonio tradizionale nissu'in nell'Europa orientale durante il XIX secolo

Il matrimonio ebraico è una cerimonia di nozze che segue la Torah e la halachah ebraica.
Le cerimonie nuziali variano a seconda dei luoghi e delle tradizioni, ma sono sempre presenti alcuni aspetti comuni:
- la ketubah: accordo nuziale ebraico che viene firmato in presenza di due testimoni;
- la permanenza della coppia sotto un baldacchino di stoffa (חופה, chuppah);
- la consegna alla sposa di un anello di proprietà dello sposo;
- la tradizionale rottura di un bicchiere.

Formalmente la procedura del matrimonio ebraico ha due fasi distinte:
- Erusin (definita spesso dalle fonti talmudiche Qiddushin, 'santificazione' o 'consacrazione') ovvero il fidanzamento con la promessa di matrimonio in ebraico;
- Nissuin, ovvero il matrimonio vero e proprio, quando la coppia inizia la propria vita comune.

La prima fase proibisce la donna a tutti gli altri uomini (tanto che tale vincolo può essere annullato solo con un ghet, un divorzio religioso), mentre la fase finale permette alla coppia di instaurare la propria vita coniugale. La cerimonia che attua il nissuin è chiamata chuppah.
Mentre in passato questi due eventi potevano aver luogo separatamente, a volte anche con un intervallo di un anno, oggi i due momenti vengono celebrati in un'unica cerimonia, senza soluzione di continuità: l'erusin/kiddushin avviene quando lo sposo consegna alla sposa l'anello (o anche un altro oggetto di valore) con l'intento di realizzare un matrimonio, mentre esistono diverse opinioni su quale preciso momento della cerimonia costituisca il nissuin/chuppah, se lo stare insieme sotto il baldacchino - appunto la chuppah - o lo stare da soli insieme in una stanza (איסור ייחוד, issur yichud, 'divieto esclusivo').

## Kiddushin
L'ebraismo considera il matrimonio santo, come la santificazione della vita. La parola kiddushin, che significa "santificazione", è usata nella letteratura ebraica quando si fa riferimento al matrimonio. Il matrimonio è visto come un'unione spirituale tra due persone e l'adempimento dei comandamenti di Adonai.
D'altra parte, il giudaismo considera il matrimonio come uno scopo. Secondo la Torah, la donna è stata creata perché "non è bene che l'uomo sia solo". (Genesi 2,18)
Inoltre, il matrimonio permette di adempiere al precetto: «Siate fecondi e moltiplicatevi». (Genesi 1:28)
Va notato che l'istituzione del matrimonio nell'ebraismo ha contribuito notevolmente alla sopravvivenza degli ebrei per generazioni. Nonostante la dispersione degli ebrei nel mondo, gli ebrei sono riusciti a preservare il loro patrimonio religioso e culturale per migliaia di anni, grazie alla santità del matrimonio.
Secondo la Torah, il matrimonio può essere la conseguenza di: acquisto della donna mediante denaro, contratto oppure rapporto sessuale. nell'antico Israele del Secondo Tempio di Gerusalemme il matrimonio veniva combinato dai genitori e avveniva quasi sempre all'interno della famiglia tra cugini di secondo o maggior grado, mentre i sacerdoti sceglievano le loro spose all'interno di altre famiglie sacerdotali. Ciò accadeva per mantenere la purezza di sangue e l'integrità del patrimonio economico familiare.
Era ammessa la poligamia, solo l'uomo aveva il diritto di divorziare e dopo dieci anni di vita coniugale senza figli il marito era tenuto a prendere un'altra donna. A seconda della causa del ripudio della donna, questa rischiava la lapidazione.

## Usanze e tradizioni popolari

### Concordia e armonia familiare
- Esistono, nella tradizione ebraica, preghiere a favore degli sposi, oltre alle Sheva Berakhot. [non chiaro]
- Sarebbe preferibile che la sposa non camminasse davanti al marito, quando stanno camminando insieme.[senza fonte]